# Chacras de Paysandú
Chacras de Paysandú est une ville de l'Uruguay située dans le département de Paysandú. Sa population est de 5 082 habitants.

## Population
| Année | Population |
| ----- | ---------- |
| 1963  | -          |
| 1975  | 3 013      |
| 1985  | 3 650      |
| 1996  | 3 957      |
| 2004  | 5 082      |

Référence,: